# Enlightenment (album)
Enlightenment è il ventesimo album discografico in studio del cantautore britannico Van Morrison, pubblicato nel 1990.

## Tracce
Tutte le tracce sono di Van Morrison tranne dove indicato.
1. Real Real Gone – 3:43
2. Enlightenment – 4:04
3. So Quiet in Here – 6:09
4. Avalon of the Heart – 4:45
5. See Me Through – 6:13
6. Youth of 1,000 Summers – 3:45
7. In the Days Before Rock 'N' Roll (Durcan, Morrison) – 8:13
8. Start All Over Again – 4:10
9. She's My Baby – 5:14
10. Memories – 4:14

## Formazione
- Van Morrison - voce, chitarra, armonica
- The Ambrosian Singers - coro
- Dave Bishop - sassofoni
- Paul Durcan - voce parlata (7)
- Dave Early - batteria
- Georgie Fame - piano, organo Hammond, cori
- Alex Gifford - sintetizzatore, piano
- Steve Gregory - sassofono, flauto
- Malcolm Griffiths - trombone
- Bernie Holland - chitarra
- Henry Lowther - tromba
- Brian Odgers - basso
- Mícheál Ó Súilleabháin - piano
- Steve Pearce - basso
- Frank Ricotti - vibrafono
- Steve Waterman - flicorno soprano
- Steve Sanger - batteria

## Classifiche
| Anno | Classifica                          | Posizione raggiunta |
| ---- | ----------------------------------- | ------------------- |
| 1990 | Regno Unito (Official Albums Chart) | 5                   |
| 1990 | Stati Uniti (Billboard 200)         | 62                  |